# ضابط شرطة

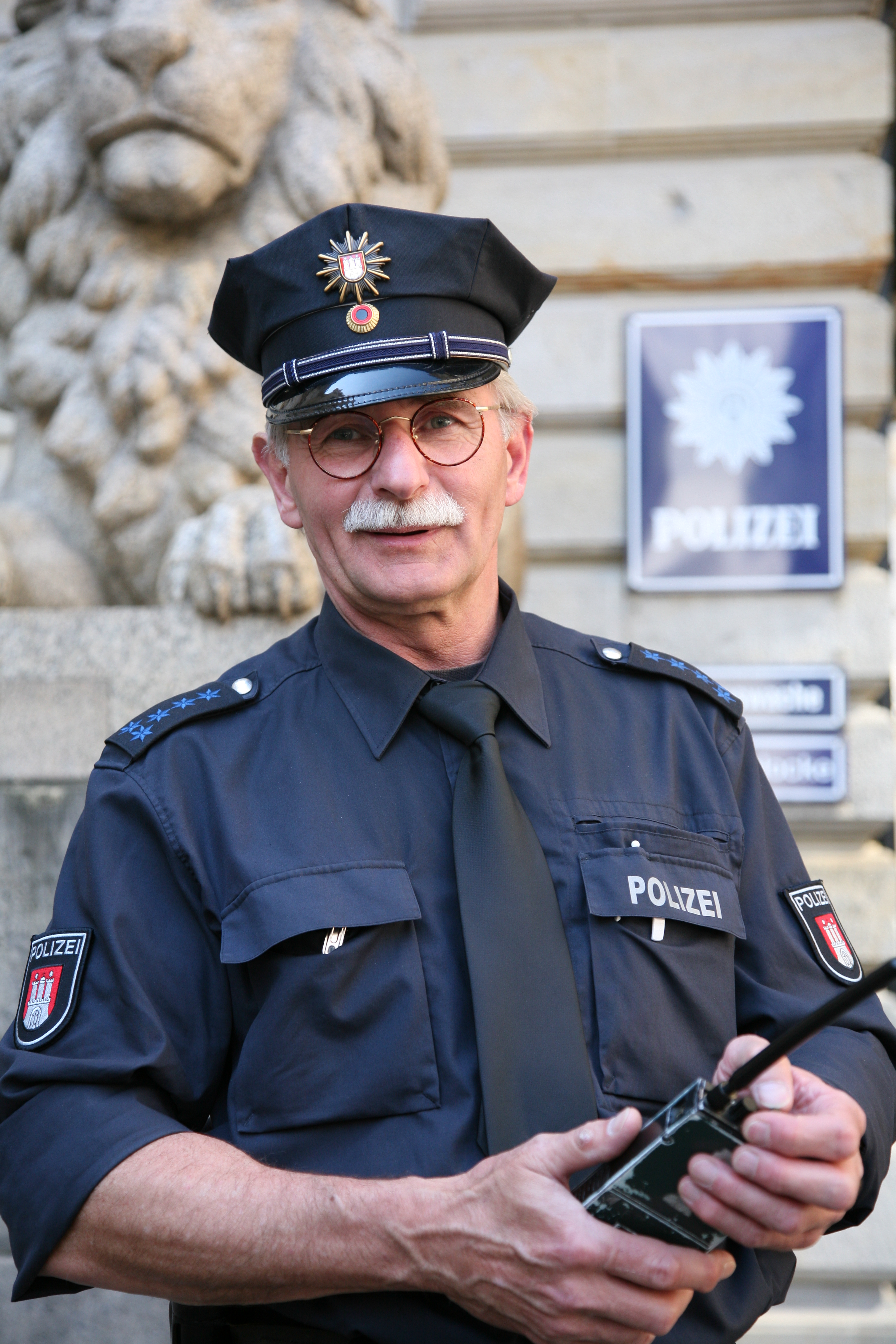
ضابط شرطة في مدينة هامبورغ

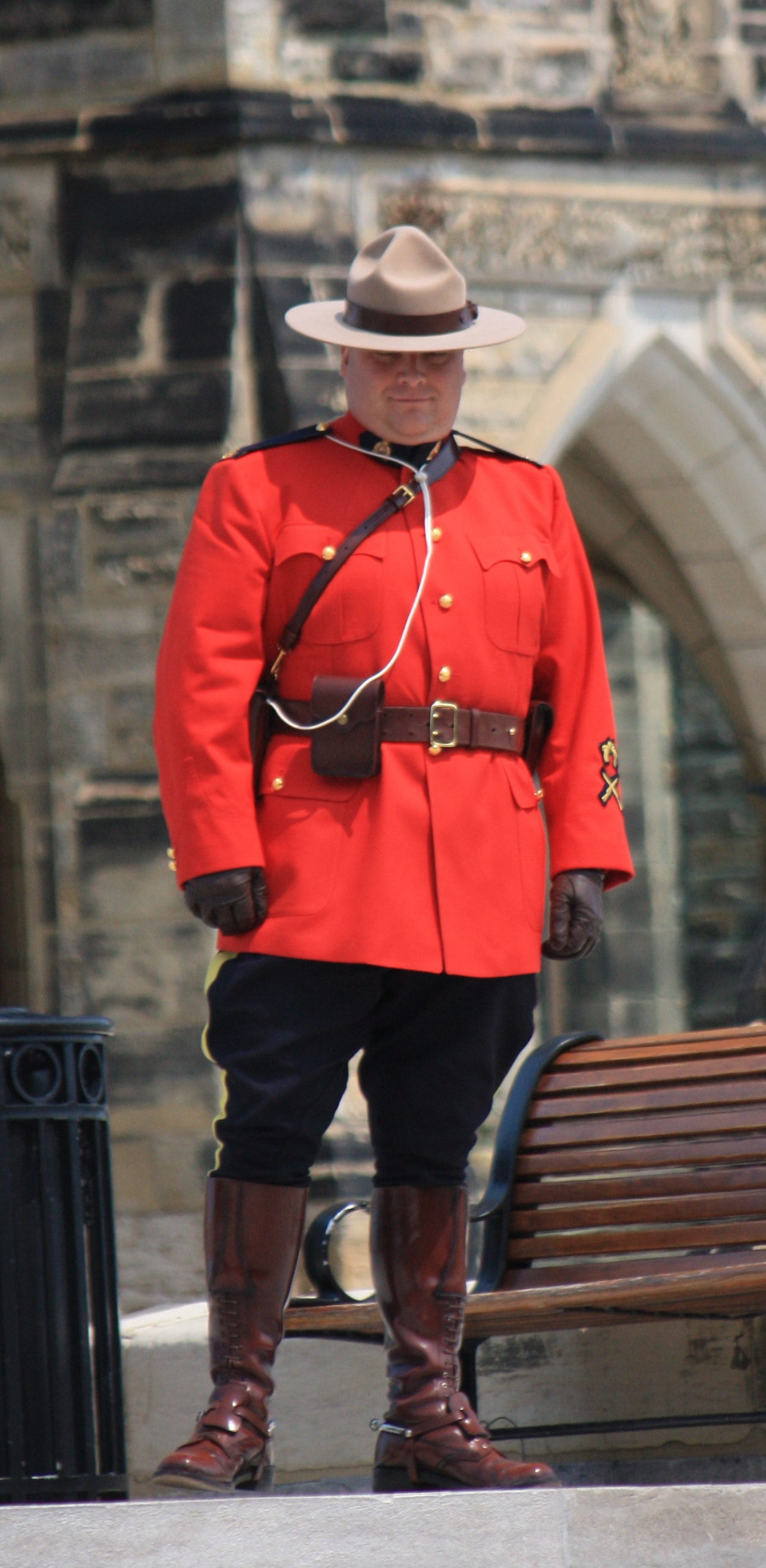
ضابط من شرطة الخيالة الكندية الملكية يرتدي الزي العسكري المميز للقوات

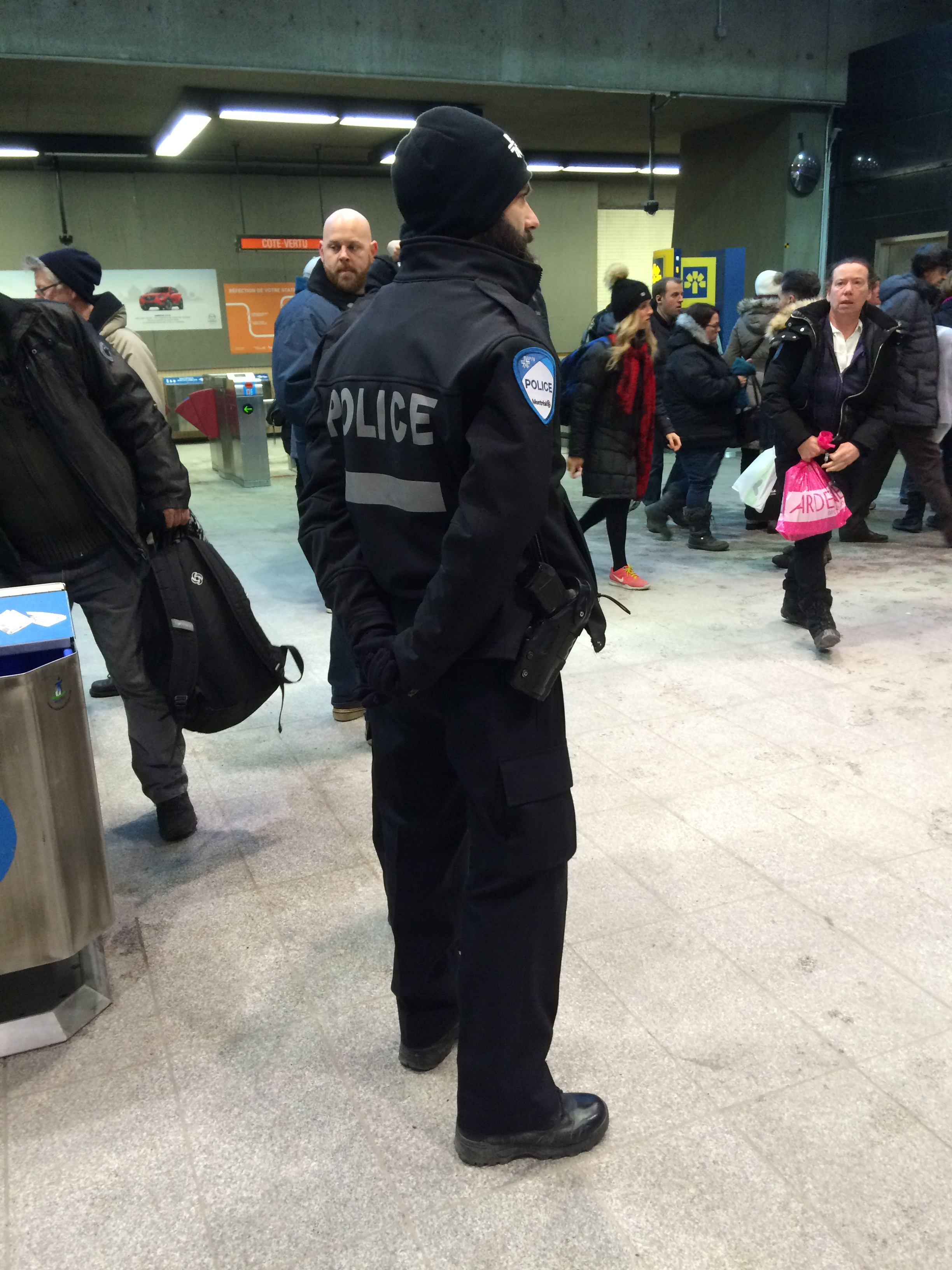
ضابط شرطة يقوم بدورية في محطة الميترو في مدينة مونتريال الكندية

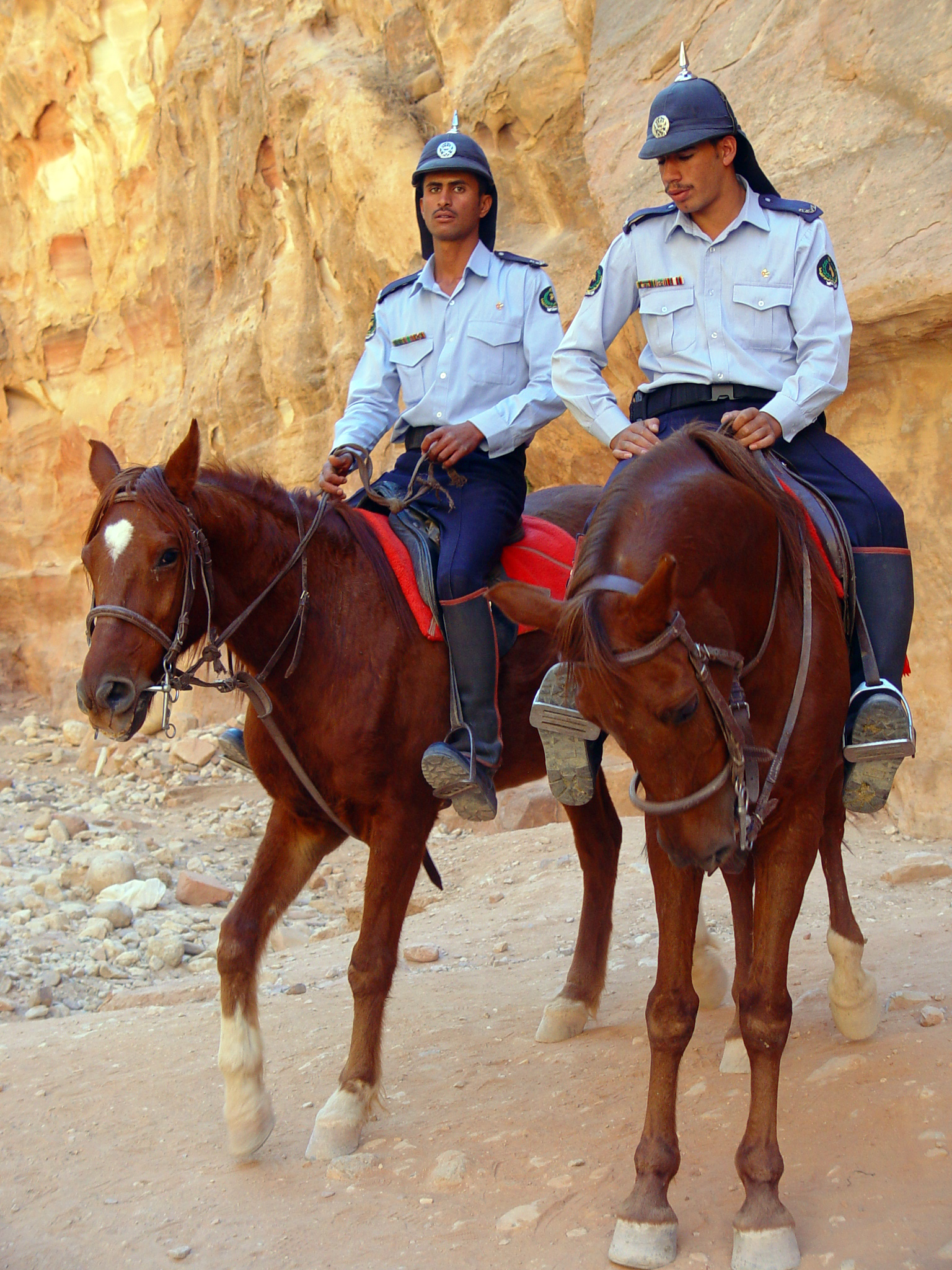
في مدينة البتراء الأردنية يمتطي ضباط الشرطة السياحية الخيل

ضابط الشرطة (المعروف أيضا بالشرطي) موظف في قوات الشرطة يعمل تحت القانون. ففي الولايات المتحدة الأمريكية نجد ان مسمى «ضابط» (officer) هو الاسم الرسمي الذي يطلق على الضُباط ذو الرتبة المنخفضة. بينما مسمى «ضابط» في الكثير من البلدان الأخرى هو مصطلح عام لا يُحدد رُتبة معينة، وعادة ما يُطلق على الرتبة المنخفضة «بالشرطي».
ومن الناحية القانونية في بعض الدول فإن استخدام كلمة «ضابط» مخصص لموظفي الدوائر العسكرية. ضباط الشرطة عموماً مكلفون بالكشف عن الجريمة وإيقاف المجرمين واعتقالهم، ومساعدة العامة وحمايتهم، والحفاظ على النظام العام. قد يحلف ضباط الشرطة حلف اليمين، ويكون لديهم القدرة على اعتقال الأشخاص وايقافهم لفترة محدودة بجانب واجباتهم الأخرى. وقد يكون لبعض ضباط الشرطة مهام خاصة مثل مكافحة الإرهاب، والمراقبة، وحماية الطفل، وحماية كبار الشخصيات، وتطبيق القانون المدني. حيث أن هناك تقنيات مستخدمة في تحقيقات الجرائم الكبرى بما فيها من الاحتيال والاغتصاب والقتل وتهريب المخدرات. والكثير من ضباط الشرطة يرتدون الزي الرسمي والبعض منهم يرتدون الملابس المدنية من أجل التخفي كمواطنين.

## الواجبات والوظائف

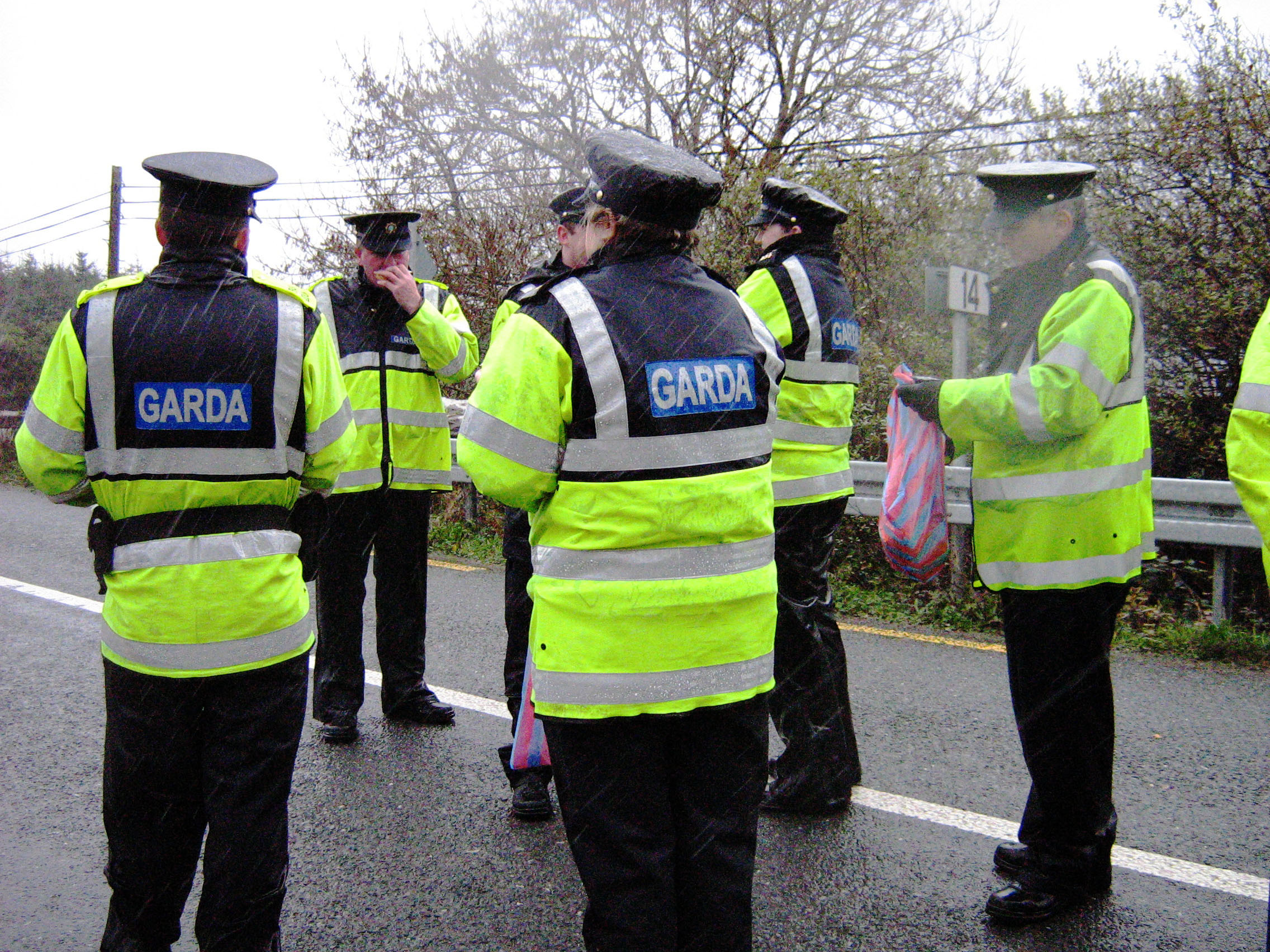
مجموعة من ضباط غاردا في جمهورية أيرلندا

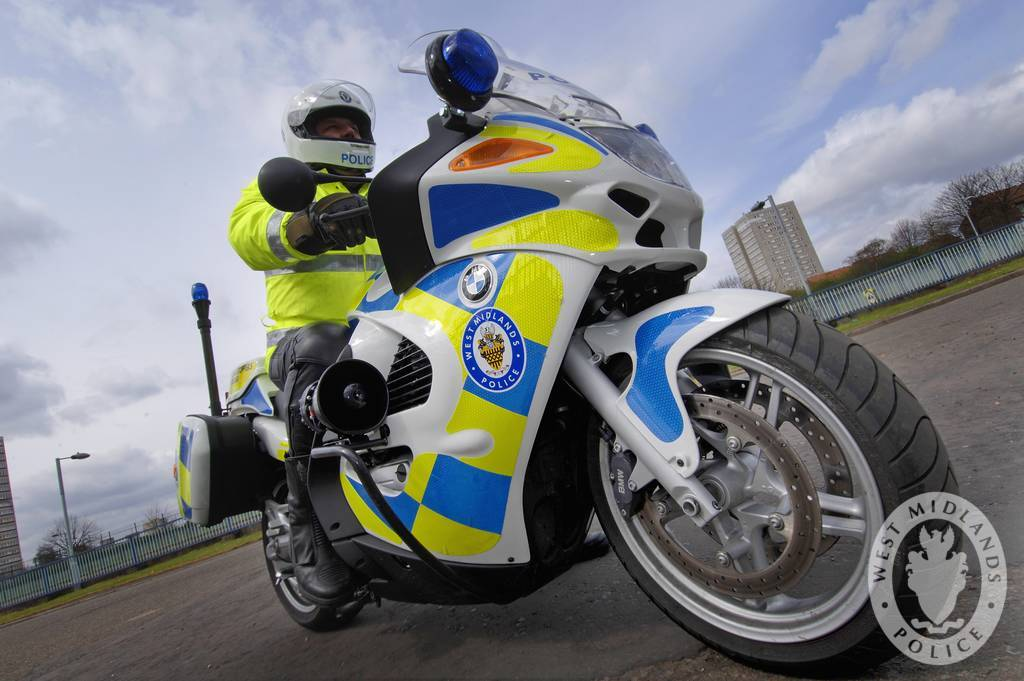
ضابط شرطة بريطاني على دراجة نارية للشرطة

تتنوع مسؤوليات ضباط الشرطة من شخص لآخر وقد تكون مختلفة ضمن السياق السياسي الواحد إلى الآخر. فنجد أن مهام ضابط الشرطة عادة ما ترتبط بحفظ السلام، وتطبيق النظام، وحماية الأشخاص وملكياتهم، والتحقيق في الجرائم. ومن المتوقع استجابتهم للحالات المختلفة التي يمكن أن تظهر أثناء خدمتهم. القوانين والأحكام هي من توجه تصرف الضابط داخل المجتمع، وفي حالات أخرى فان زي الضابط هو من يحدد (القيود). القوانين والإجراءات في بعض الدول (توضح) ان ضابط الشرطة ملزم بالتدخل في الحوادث الجنائية حتى إذا كان خارج الخدمة. يحتفظ ضباط الشرطة - تقريبا بكل الدول- بسلطتهم القانونية على الرغم من كونهم خارج الخدمة.
دور الشرطة الأساسي في أغلبية أنظمة القانوني الغربي هي الحفاظ على النظام وحفظ السلام من خلال مراقبة العامة ومراقبة البلاغات لمخالفي القانون من المشتبه بهم. ومن وظائفهم أيضا منع الجريمة من خلال معرفتهم، ولدى الكثير من قوات الشرطة القدرة على التحقيق. يمنح القضاة السلطة للاعتقال القانوني للشرطة. ويلبي ضباط الشرطة على مكالمات الطوارئ بجانب حفظ نظام المجتمع.
تعمل الشرطة بالغالب كخدمة للطوارئ حيث تكون مزودة بوظائف السلامة العامة في التجمعات الكبيرة، وكذلك في حالات الطوارئ، والكوارث، وحالات البحث والإنقاذ، والحوادث المرورية. كثيرا ما تنسق الشرطة عملياتها بإطلاق النار والخدمات الطبية الطارئة. ففي بعض الدول، يخدم الأفراد معا كضباط للشرطة ورجال للإطفاء (مشكلين دور شرطة الحرائق).يوجد في الكثير من الدول رقم لخدمة الطوارئ والتي تسمح باستدعاء الشرطة والإطفاء أو الخدمات الطبية في الحالات الطارئة. بعض الدولكالمملكة المتحدة حددت الإجراءات المسيطرة لاستخدامها في حالات الطوارئ. نظام السيطرة الذهبي والفضي والبرونزي هو نظام تم تعيينه لتطوير التواصل بين لضباط والقاعدة وغرفة التحكم. عادة قائد المرتبة البرونزية يكون ذو المرتبة الأعلى في القاعدة حيث يقوم بتنسيق الجهود في مركز الطوارئ، وقائد المرتبة الفضية حيث يتمركز موقعة في «غرفة تحكم الحوادث» المخصصة لتحسين الاتصالات في الموقع، وقائد المرتبة الذهبية المتمركز في غرفة التحكم.
فمن مسؤوليات الشرطة أيضا معاقبة المجرمين بإصدار تنبيهات والتي عادةً ما تكون في فرض غرامات، وخاصةً في المخالفات المتعلقة بالقوانينالمرورية. هناك الكثير من الاجراءات المرورية والتي ينجزها ضباط الشرطة بفعالية راكبيندراجات نارية، حيث يطلق عليهم بـ«ضباط السيارات» (motor officers)، ويشار إلى الضباط الذين يركبون الدراجات النارية أثناء خدمتهم ب «السيارات»(motor). فالشرطة مدربين على مساعدة الأشخاص المعرضين للخطر، مثل السائقين المعطلة سياراتهم والاشخاص المحتاجين للطوارئ الطبية كما نجد ان الشرطة مدربين أيضا على الأساسيات للقيام بالاسعافات الأولية مثل الانعاش القلبي.
بالإضافة إلى تكليف بعض حراس الحدائق، كضباط لتطبيق القانون. حيث يقومون بدورهم في داخل الحدائق الوطنية والمناطق الترفيهية بينما تقوم الشرطة العسكرية بوظيفة تطبيق القانون داخل الجيش.

## المؤهلات للالتحاق (للتسجيل) ولترقية
في بعض الدول يجب على المرشحين اكمال التعليم الأساسي للدخول إلى قوات الشرطة. نتيجة لزيادة عدد التحاق الأشخاص الحاصلين على التعليم العالي لقوات الشرطة، فقد وضعت قوات الشرطة مخطط «المسار السريع» (fast-track) حيث يعمل الاشخاص ذوو الشهادة الجامعية كشرطي لما يقارب ثلاث سنين قبل أن يتلقى ترقية لرتبة أعلى رقيب (رتبة عسكرية) أو مفتش (ضابط يعمل في قسم التحقيقات، فلا تحتم الملابس المدنية للرتب العالية وانما هي فقط اختلاف في الواجبات). حيث يتم تعيين ضباط الشرطة أيضا على حسب خبراتهم العسكرية والخدمات الأمنية.ففي الولايات المتحدة قد يتم تنسيق قوانين الولاية الامريكية على جميع الولايات بمعايير تأهيلية متعلق بالعمر، والتعليم، والسجل الجنائي، والتدريب، بينما التعيين في المناطق الأخرى تحدده وكالات الشرطة المحلية، فالتعيين في وكالات الشرطة المحلية يختلف من كالة إلى أخرى.      

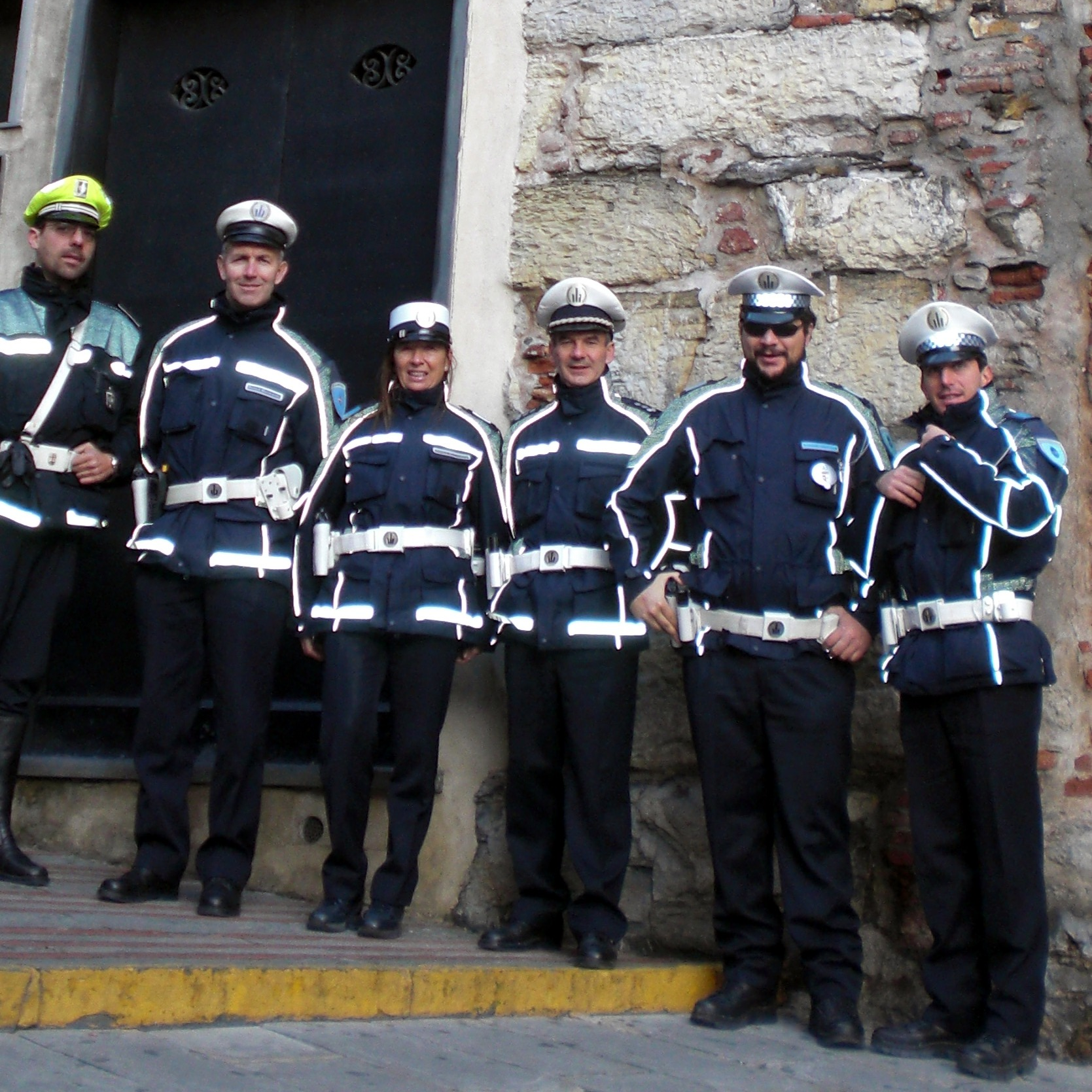
ضباط من شرطة البلدية من مدينة بياتشنزا في إيطاليا

فالترقيات ليست تلقائية وانما تحتاج إلى اجتياز المرشحين لبعض الاختبارات أو بعض الاجراءات المختارة. حيث تشمل الترقيات، ارتفاعا في الراتب والذي يؤدي إلى ارتفاع نسبة المسؤولية لدى الكثيرين، بينما تؤدي للغالب منهم للكثير من الاوراق الإدارية. لدى ضباط الدوريات اعتبارا كبيرا في خط من خطوط ذوي الخبرة، فلا توجد وصمة عار مرتبطة بهم. 
بالاعتماد على كل وكالة. ولكن عموما بعد انهاء سنتين من الخدمة قد يطبق كل ضابط في موقع متخصصة مثل محقق أو مدير لكلاب الشرطة أو ضابط في خيالة الشرطة أو  ضابط الدراجة النارية أو ضباط الاسلحة النارية (في الدول التي ليست من عاداتها ان تكون الشرطة مسلحة).
في بعض الدول مثل سنغافورة تكتمل رتبة الشرطي بالتجنيد الاجباري المشابة للخدمة الوطنية في العسكرية. واعتمادا على اختلاف المجندين فالمؤهلات قد تكون مخففة أو مشددة. فمثلا في سنغافورة يواجة المجندين متطلبات جسدية مشددة في مناطق مثل البصر، ولكن تقل شدتها بالحد الأدنى من شروط التأهيل الأكاديمي. حيث نجد تطوع بعض ضباط الشرطة للانضمام وذلك نتيجة لشروط التأهيل المختلفة.

## الأجر
في بعض المجتمعات أجور ضباط الشرطة جيد نسبيا مقارنتا بالوظائف الأخرى. فتعتمد أجورهم على رتبتهم في قوات الشرطة وتعتمد أيضا على سنوات خدمتهم. ففي الولايات المتحدة وصل متوسط دخل ضباط الشرطة في عام 2008 إلى 25.810 دولار. وفي المملكة المتحدة وصل دخل ضباط الشرطة في عام 2011- 2012 إلى   40.402 جنية استراليني.

## المخاطر المهنية

### الموت اثناء الخدمة

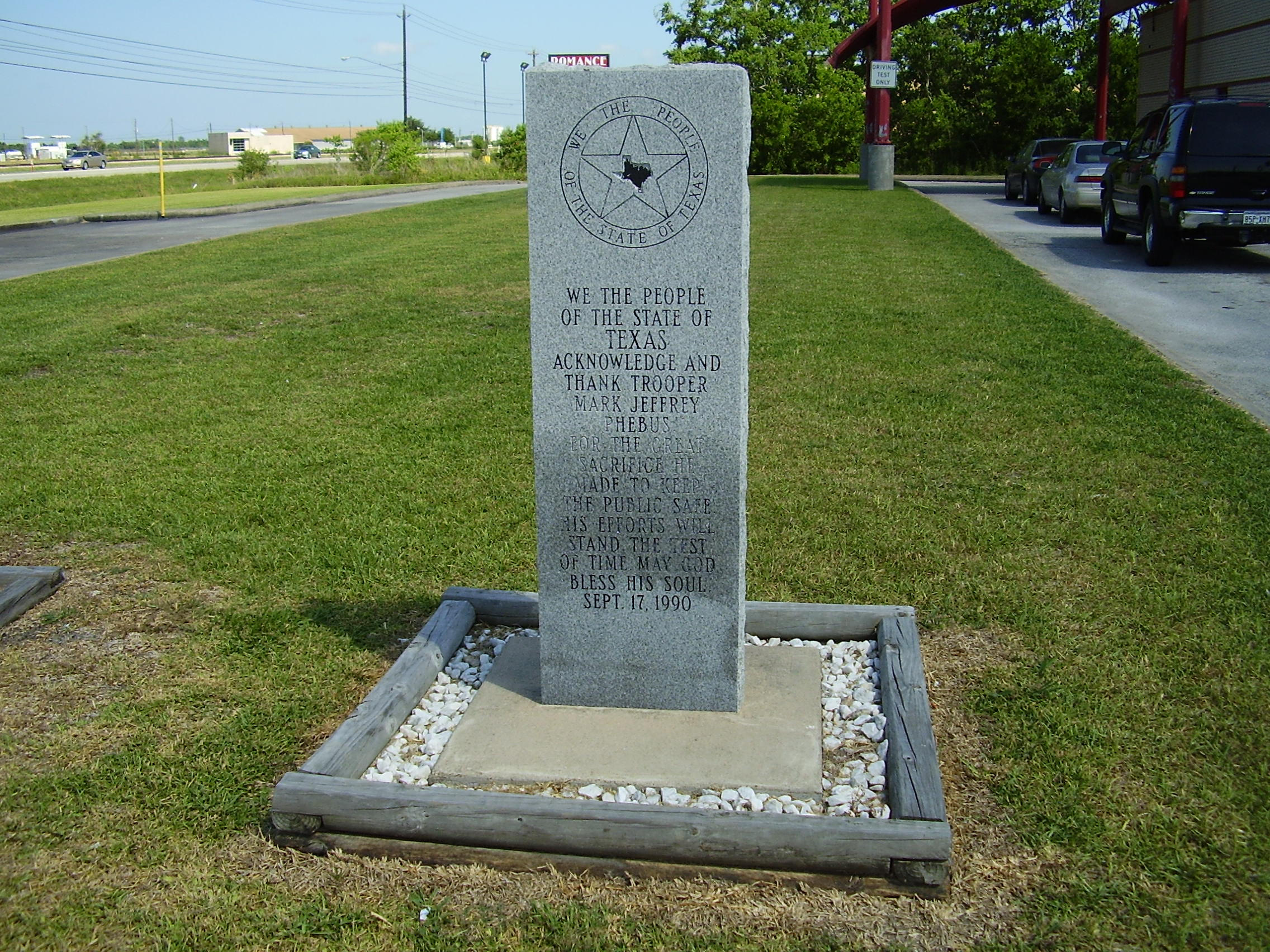
نصب تذكاري لسقوط ضابط شرطة في مكتب مديرية تكساس للسلامة العامة الواقع في ويبستر في هيوستن

الموت أثناء الخدمة هي موت ضابط الشرطة أثناء أدائه الواجب. بالرغم من ارتفاع نسبة الخطر في كونه الضحية لجريمة القتل، (تندرج) حوادث السيارات كسبب رئيسي لموت ضباط الشرطة. من المرجح تدخل الضباط في الحوادث المرورية وهذا يرجع إلى طول الوقت الذي يمضونه في إدارة الدوريات، أو تنظيم حركة المرور بالإضافة إلى عملهم  خارج مركباتهم بجانب أو على الطريق أو المطاردات الخطيرة. تشكل نسبة قتل المشتبه بهم للضباط القليل من الوفيات. ففي الولايات المتحدة في عام 2005، سجل قتل 156 ضابط أثناء أداءه للخدمة، حيث 44% منهم كان نتيجة الاعتداء على الضباط، بينما 35% منهم ذو علاقة بالمركبات (فقط 3% منهم كان من المطاردات الخطيرة)، أما المتبقي كان من أسباب أخرى: مثل نوبة قلبية أثناء الاعتقالات/المطاردات بالقدم، أو السقوط من اماكن مرتفعة أثناء المطاردات بالقدم، أو أمراض انتقلت اما من سوائل جسم المشتبه بهم أو من عملية نقل الدم الطارئة في الفترة النافذة  - نادرا ما تحدث- المتلقاة بعد حوادث السيارات، وإطلاق النار، والطعن، حادث اطلاق النار الناتج عنة فقدان للدم.
غالبا ما يتم الاعتناء بجنازات ضباط الشرطة الذين ماتوا أثناء أدائهم للخدمة وخاصة هولاء الذين ماتوا نتيجة لافعال المشتبه بهم أو الحوادث أو النوبات القلبية، حيث يحضرعدد كبير من زملائهم  الضباط. وللعائلة الأحقية في راتب تقاعد خاص. غالبا ما يذكر الضباط القتلى في  النصب التذكارية العامة مثل النصب التذكارية لضباط تطبيق القانون في الولايات المتحدة (National Law Enforcement Officers Memor)، والنصب التذكاري للشرطة الوطنية في المملكة المتحدة (National Police Memorial)، والنصب التذكاري الإسكتلندي في كلية الشرطة الاسكتلندية.  
في المملكة المتحدة في السنوات العشر الماضية من أبريل/نيسان سنة 2000 كان هناك 143 قتيلا، قتلوا أثناء ادائهم للواجب: 54 منهم قتلوا بحوادث الطرق أثناء تجولهم من وإلى عملهم، بينما 46 منهم قتلوا بحوادث الطرق أثناء عملهم، و 23 منهم ماتوا بأسباب طبيعية أثناء عملهم، و15 منهم ماتوا جراء أفعال المجرمين، و5 ماتوا بحوادث أخرى. ففي بريطانيا العظمى ليس من عادات الشرطة حمل الأسلحة النارية. وفي ايرلندا الشمالية من المعتاد حمل الضباط للسلاح.
سجلت قوات الشرطة السنغافورية ما يزيد عن 100 قتيل من القرون إلى سنة سنة 2000. حيث قتل 28 من ضباط الشرطة النيوزيلندية جراء الافعال الاجرامية منذ 1890.

### ضغوط العمل

#### المؤشرات

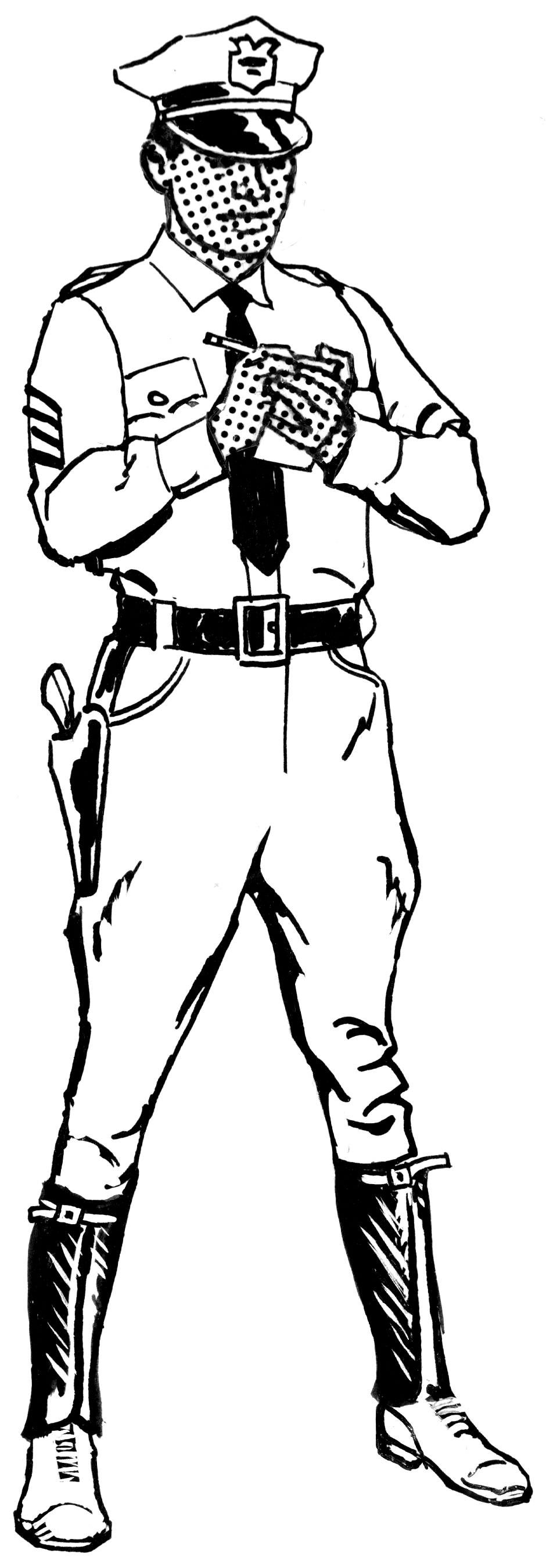
الزي الاعتيادي للشرطة في أغلب ولايات أمريكا في عام 1930

تم توثيق واثبات السبب الحقيقي لوجود الضغوط في عمل الشرطة بإحصائيات معينة. حيث يعتبر الانتحار، والطلاق، والإدمان على الكحول من المؤشرات الثلاث الرئيسية والتي يستخدمها الباحثون حيث تكون سببا للضغوط  للكثير من الاشخاص. ترسم هذه العوامل صوره مقنعة لظهور علامات الإجهاد لضباط الشرطة، مثلا:
- دراسة في الولايات المتحدة قامت بها المراقَبة الوطنية للدراسة انتحار الشرطة (NSOPS) والتي اظهرت 141 عملية انتحارية في عام 2008 و 143 في عام 2009.  ووصلت عائدات معدل الانتحار إلى 17/100.000، الرقم الذي حمل تحت المجهر والثابت ببيانات (CDC/NOMS).[6] كان المعدل الاجمالي للانتحار في الولايات المتحدة 11.3 مقتل انتحاري لكل 100.000 شخص.[7] هناك بعض من الافتراضات والخلافات حول المعدل الرسمي والتي قد تقلل من مصداقية المعدل الحقيقي كما هو الحال لضباط الشرطة الآخرين الذين يقدمون التقارير المؤدية لاسباب تقرير الوفاة، ومنافع الوفاة، والصورة المؤسسية، وعوامل أخرى قد تكون محفزة لتزوير حقائق الحادث. في بعض العمليات الانتحارية هناك افتراضان توضح بأن بعض عمليات الانتحار تم كتابته التقارير زملائهم الضباط كحادث أو موت أثناء الخدمة وتمت ارتكابها معتدون غير معروفي الهوية.[8] وايضا الكثير من السلطات القضائية ببساطة لا تحتفظ باحصائيات الانتحار. مع ذلك فان المعلومات غير مكتملة، فالاحصائيات الموجودة تقترح بان ضباط الشرطة أكثر عرضة لارتكاب العمليات الانتحارية من عامة الشعب. وانما يظل هناك جدال في تفسير هذه الاحصائيات. عند إجراء المقارنات مع العمر، والجنس، والافواج العنصرية وفنجد ان الاختلافات اقل اثارة.[8][9] بالإضافة إلى ان الانتحار يمكن أن يكون شائح بشكل ملحوظ بين الشرطة. فليس موضح إذا كان سبب انتحار الشرطة ضغط العمل أو نتيجة عوامل أخرى مثل تاثير الثقافة الثانوية للعنف.[10]
- فليس من الشائع مواجهة ضباط الشرطة لمشاكل في العلاقات الشخصية. أقامت دراسة في عام 2009، حيث تم مقارنة معدلات الطلاق للموظفين المكلفين بتطبيق القانون بمعدل الوظائف الأخرى، حيث تم تحليل البيانات من 2000 شخص من سكان الولايات المتحدة. وظهرت نتيجة التحليل بان طلاق الموظفين المكلفين بتطبيق القانون اقل من عامة الشعب. حتى بعد تحكم الديموقراطية والمتغيرات الأخرى المتعلقة بالعمل.[11]  ومن المعتقد بأن الميل إلى العنف الاسري لدى ضباط الشرطة اعلى من عامة الشعب بالرغم من ذلك فإن الاحصائيات غامضة ومثيرة للجدل. ويبدوا بأن لدى ضباط الشرطة مشاكل في علاقات العمل، عادة ما تكون مع الرؤساء أو الرقابة السياسية، بالرغم من ان الادلة قصصية (روائية) ومثيرة للجدل.
- في الولايات المتحدة الأمريكية يعتبر الإدمان على الكحول من الإحصائيات الشاذة لضباط الشرطة، بالإضافة إلى ان الإحصائيات غير واضحة، ومعدل معالجة إدمان الكحول سريريا عادة ما يكون بالضعف لدى ضباط الشرطة مقارنة بعامة الشعب. في المقابل فان احصائيات توثيق إدمان الكحول ليست دقيقة. معدل الاعتقال لقيادة السيارة تحت تأثير الكحول (DUI) أو  القيادة في حالة السكر (DWI) هي أعلى إلى حد ما لضباط الشرطة من عامة الشعب. ولكن الاحصائيات غير موثوق بها على نحو واسع خارج نطاق التأمين بما أن ضباط الشرطة هم من يعتقلون السائقين الذين يقودون تحت تأثير الكحول، بعض الإدارات أيضا بالضباط كأفراد يميلون للإبقاء ضباط الشرطة في مستوى سلوكي عالي ومعايير أخلاقية، بينما قد يدرك الآخرين «الخط الأزرق» خلف هؤلاء الذين لا يتعهدون «بالاخوة» بنفس معايير بقية المجتمع. على الرغم من الخلافات في تفسير الاحصائيات، فهي تعتبر عامةً دليل بأن مهنة ضباط الشرطة أكثر عرضة للإدمان على الكحول من المهن الأخرى. بخصوص إدمان الشرطة على المخدرات الأخرى فعادة ما تؤدي لنفس النهاية. فنجد ان الاحصائيات ليست دقيقة فعلى الرغم من ارتفاع معدل تعاطي المخدرات والذي قد يكون بسبب سهولة الوصول إليه بجانب أنهم مرخصين للوصول إليه خلف «الخط الأزرق» بدلا من ضغوطات المهنة.

هانس سيلي، أول باحث للتوتر في العالم، حيث قال بان عمل الشرطة «هو أكثر مهنة ناجة في أمريكا حتى أنها تتعدى الضغوط الهائلة من مراقبة الحركة الجوية».
مع ان بعض الباحثين يدّعوون بان ضباط الشرطة صحيين نفسيا أكثر من عامة الشعب. فهم الأكثر تعليماً  والأكثر مشاركة في البرامج الاعتيادية من التمارين وهم الأقل في استهلاك الكحول والتبغ وتوجههم يكون اسري بشكل متزايد. عادة ما تتم ملاحظة الأنماط السلوكية الصحية في تدريبات الدخول وبالغالب تستمر طوال الحياة الوظيفية للموظف. يبدوا بأنه تم توثيقه جيدا بالرغم من وجود التوتر المصاحب للمهنة (الوظيفة) فانة مثير للجدل. الكثير من صناعة تطبيق القانون يدعون بان انتشار الإحصائيات الخاطئة عن الانتحار والطلاق وإدمان المخدرات ياتي من الأشخاص أو من منظمات سياسية أو البرامج الاجتماعية، وأن وجود هذه المعتقدات في الصناعة يجعل مساعدة العاملين في مجال الصحة لضباط الشرطة صعبة ففي حال احتياجهم للعلاج الذي يسمح لهم بالتعامل مع الخوف من النتائج السلبية جراء عمل الشرطة. والذي يكون مهم حيث يسمح لضباط الشرطة بتقدم الصحة بشكل متوقع للنجاح في العلاج. 
- في شهر أغسطس من عام 2014 كشف مكتب التحقيقات الفيديرالي بان 8 من أصل 10 ضباط لتحقيق القانون بدينين، حيث جعل بعض أقسام الشرطة لتحسين بنية ضباطهم الجسدية. قال جارلند مساعد الرئيس جيف براين «اعتقد بانه من المهم لنا جميعا بأن نخفف من اوزاننا وان نكون في بنية جسدية جيدة وخاصة في هذا العمل، فهي طريقة جيدة للتخلص من الضغوط التي يجلبها العمل وتبقى ضغط الدم منخفض». يجب على ضباط الشرطة الإندونيسية المشاركة في برامج تدريبية لان. في عام 2009 الشرطة المكسيكية «وضعت برنامج التثقيف الغذائي» وفي عام 2011 الوزارة الداخليه الروسية حذرت ضباطها «افقدوا اوزانكم أو افقدوا عملكم».

#### المصادر

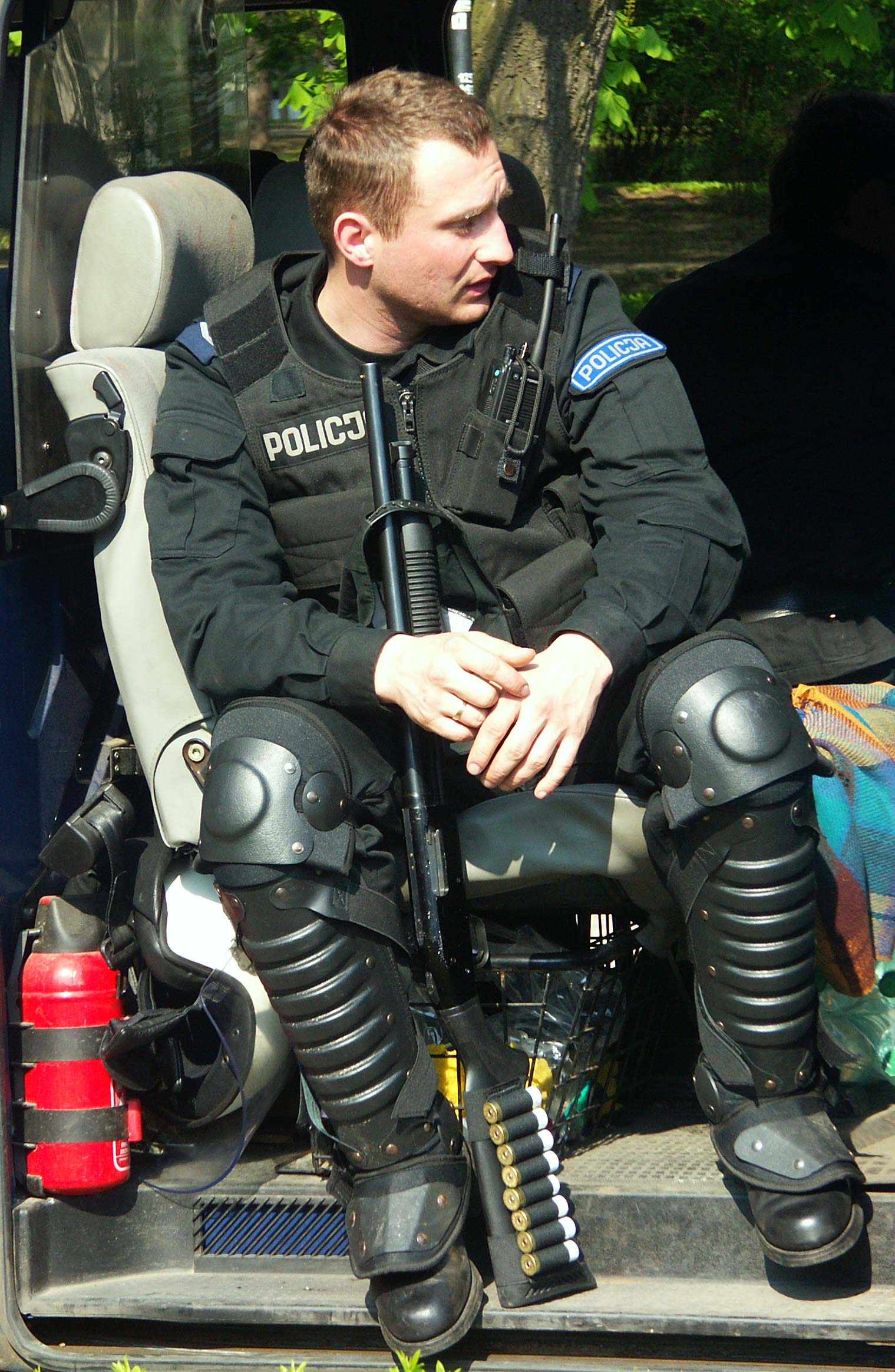
شرطة بولندا (فرقة مكافحة الشغب)

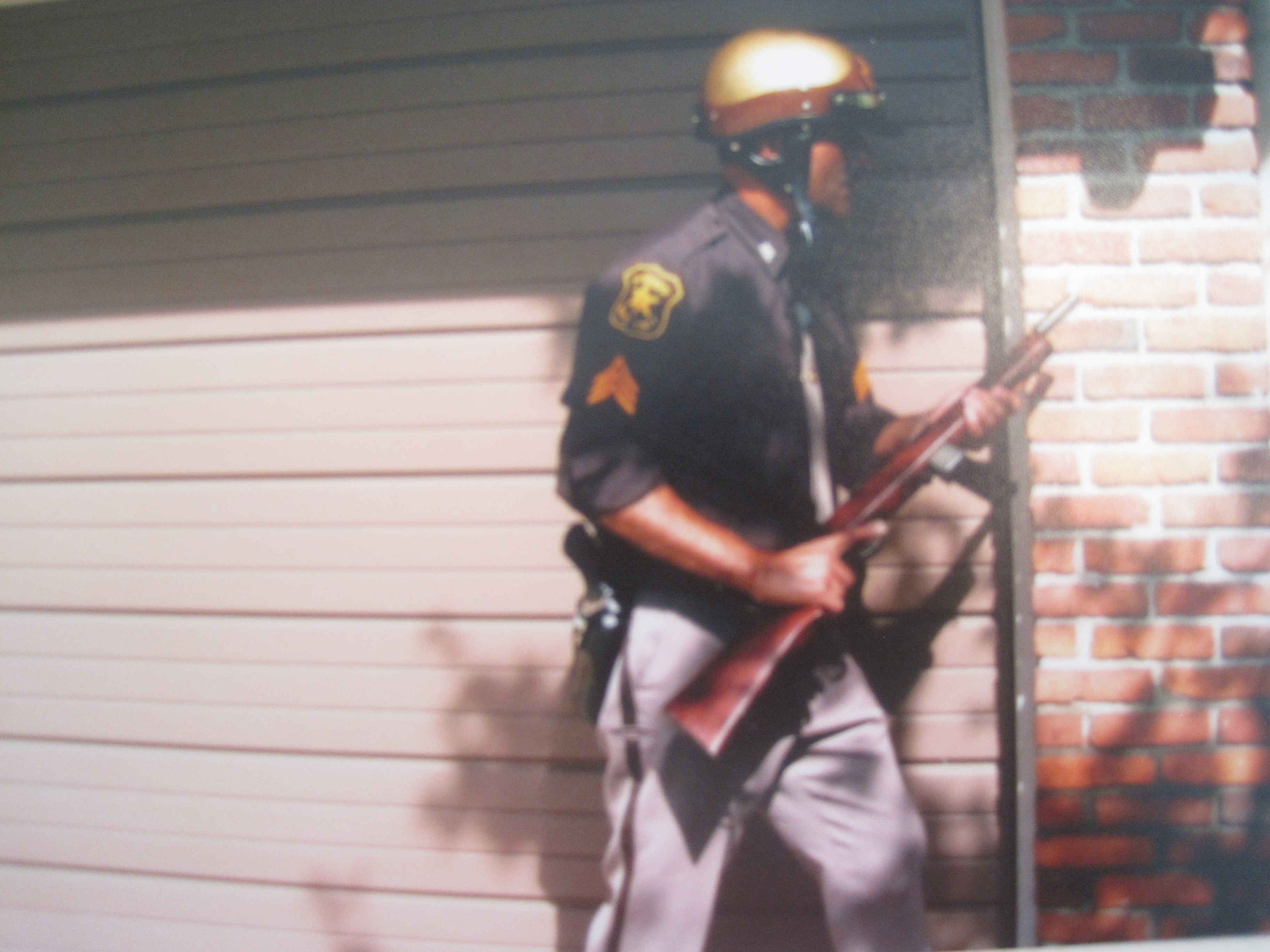
نائب شريف أمريكي حاملا بندقية رشاشة.

## سوء استخدام السلطة

### الحالات النظامية
يركز ضباط الشرطة على حماية الآخرين وانفسهم من الإصابات الجسدية الخطيرة واحيانا ما يحتاجون القوات القاتلة للقيام بذلك. فسوء استخدام السلطة هي استخدام القوات القاتلة أثناء ادائهم لعملهم حيث يعتبر مشكلة حقيقية كما أنها أيضا تفقد ثقة العامة في ضباطهم. عادة ما تكون المشكلة متفاقمة وتكون ناجمة من سوء استخدام ضباط الشرطة للسلطة حيث أن القليل جدا من الضباط يوجه لهم الاتهام ناهيك عن المقاضاة، ولا يدانون بارتكابهم للجرائم، حتى وإن وجد دلائل واثباتات لها. يجبر الضباط في الدول الديكتاتورية والفاسدة والضعيفة لتنفيذ استخدام القوة لأجل سلامتهم أو سلامة المدنيين أو زملائهم. حيث وجدت أخلاق قوية لدى ضباط الشرطة المعاصرة.

### الحالات الفردية
تعمل الشرطة احيانا مع القوات والتي تتضمن القوات القاتلة، ففي حال تم استدعائهم للحالات الخطيرة، عندما يتعاملون مع مهاجمة المجرمين لهم أو المجرمين الذين يقاومون الاعتقال، فيجب عليهم استعمال هذه القوات لتهدئة هذه الوضع بشكل سريع لان الافراد المرتكبين للجريمة أو أثناء ارتكابهم لها يرفضون الامتثال لأوامر مطبقين القانون. وغالبا ما يكون هؤلاء المجرمين ذو سوابق.

### المسؤولية
اقترح بعض رؤساء الصحف استخدام التدابير المدنية للتأكيد مسؤولية الشرطة لأفعالهم والحد من الفساد في وزارة العدل. تتضمن الأمثلة المقترحة على أن يقوم العامه بتصوير وتسجيل فيديو لضباط الشرطة في حال الشك بأن أفعال هؤلاء الضباط غير قانونية .

### العنصرية
العنصرية هي أحد الامثلة على سوء استخدام ضباط الشرطة للسلطة والتي تلقت تغطية إعلامية كبير (خاصة في الولايات المتحدة). مثلا، بعض الصحفيين قاموا بكتابة كيف يتم ايقاف الاشخاص ذوو البشرة السوداء لتفتيشهم والبحث عن المخدرات واعتقالهم يتجاوز الأربعة أضعاف. حيث أن الاشخاص ذوو البشرة السمراء والسوداء هم الأكثر عرضة للتفتيش، وايضا الرجال ذوو البشرة السوداء هم معرضين لاطلاق الشرطة النار عليهم بعشر مرات أكثر من الرجال ذوو البشرة البيضاء.

### اسباب السعادة
قد تعطى سلطة استخدام القوات للضباط أو أحيانا للوحدة ككل، وهذا عادة ما تحصل في الكثير من القوات (خاصة في الولايات المتحدة) ولكن تكمن المشكلة عند عمل الشرطة في المناطق التي تنتشر فيها الجريمة حيث لا يحترم المجرمين فيها القانون الذي أقسم الضباط على تنفيذه. مع ذلك فان استخدام القوات عادة ما يؤدي إلى خلاف فمثلا في الحالات التي يكون فيها استخدام القوات سابق لاوانه أو لا لزم له.

## مواضيع ذات علاقة
- الشرطة العسكرية
- عنف الشرطة
- الرئيس جروفر كليفلاند العمدة السابق لمقاطعة إيري (نيويورك)
- الرئيس ثيودور روزفلت نائب العمدة في منطقة داكوتا ومفوض شرطة مدينة نيويورك.